# Вале-де-Ногейраш
Вале-де-Ногейраш (порт. Vale de Nogueiras)  —  населённый пункт и район в Португалии,  входит в округ Вила-Реал. Является составной частью муниципалитета  Вила-Реал. По старому административному делению входил в провинцию Траз-уж-Монтиш и Алту-Дору. Входит в экономико-статистический  субрегион Доуру, который входит в Северный регион. Население составляет 1011 человек на 2001 год. Занимает площадь 19,55 км².
Покровителем района считается Апостол Пётр (порт. São Pedro). 

## История
Район основан в 1258 году